# Keiko Matsui
Keiko Matsui (松 居 慶 子, født 26. juli 1961 i Tokyo, Japan som Keiko Doi) er en japansk keyboardspiller og komponist med speciale i smooth jazz, jazz fusion og new age-musik. Hendes karriere spænder over fire årtier, hvorunder hun har udgivet tyve cd'er (udover diverse opsamlinger) og har modtaget international anerkendelse. Hun er bosat i Los Angeles, Californien.

## Tidlige år
Keiko Dois mor, Emiko, tog hende til hendes første klavertime i juni efter hendes femårs-fødselsdag. Japansk tradition går ud på, at et barn, der starter på dette tidspunkt, vil fortsætte disse studier i lang tid. Traditionen holdt for Doi, der studerede klaver i sin skoletid. Selv om hendes tidlige uddannelse skete med fokus på klassisk musik, udviklede hun en interesse i jazz og begyndte at komponere sin egen musik. Nogle af hendes musikalske påvirkninger på det tidspunkt omfattede Stevie Wonder, Sergej Rachmaninov, Maurice Jarre og Chick Corea.
Doi studerede børnekultur på 日本 女子 大学 (Nihon joshidaigaku, Japans Kvindeuniversitet) men fortsatte med at studere musik hos Yamaha Music Foundation. Hun var en topelev i Yamaha Music Education System og blev valgt i en alder af 17 år at være en musiker for dem. Således blev hun ansat i Japansk jazz fusion gruppe Cosmos, som indspillede syv albums.
I en alder af 19 år sendte Yamaha hende til Amerika for at indspille et album, og der mødte hun Kazu Matsui, som var blevet udvalgt som producent for projektet. I 1987 indspillede Matsui hendes solo debut LP A Drop of Water (en dråbe vand ). Albummets titel, navnet på en sang ved Carl Anderson, var til minde om dem, der døde i Challenger-katastrofen året før. Dens succes førte til en pladekontrakt med MCA Records.

## Videre karriere
Hun udgav to albums under MCA-etiketten før hun gik videre til pladeselskaberne White Cat, Countdown, Unity og Narada. I 1990-erne oplevede hendes albums stigende placeringer på hitlisterne: Sapphire opnåede en 2-plads på Billboards ugentlige Top Contemporary Jazz Albums chart, og Dream Walk nåede en 3-plads. Matsui var Billboards nummer tre på Top Contemporary Jazz Artist for 1997, hvor hun var den eneste kvindelige jazz kunstner i top ti, og både dream Walk og Sapphire kom på Billboards Top Ti Indie Contemporary Jazz Album samme år.

## Velgørende formål
Hun har aktivt medvirket til at skaffe penge til velgørende formål så som støtteorganisationer for brystcancerramte, der virker for at skaffe marv til transplantationer.

## Lyd
Matsui musik er på samme tid kraftfuld og indadvendt, en blanding af både vestlig kultur og musikalske påvirkninger fra Østen. Hun har et meget spirituelt syn på komponering af musik, der ifølge hende selv er som om det "kommer til mig fra et andet rum, en anden dimension," og består i at "fange noder fra stilheden og der efter blot sætte dem sammen". Matsui ser musik som "de store gaver fra menneskesjæle fra fortiden, for børn af fremtiden". Hun mener, at musik har en effekt at bringe folk sammen og ændre deres liv. "Vi er forbundet med musik som oceanet forbinder kontinenterne", skrev hun.